# Porcellio parenzani
Porcellio parenzani is een pissebed uit de familie Porcellionidae. De wetenschappelijke naam van de soort is voor het eerst geldig gepubliceerd in 1931 door Arcangeli.